# François Morel
François Morel (Montréal, 14 maart 1926 – Québec, 14 januari 2018) was een Canadees componist, muziekpedagoog, dirigent en pianist.

## Levensloop
Morel studeerde van 1944 tot 1953 aan het Conservatoire de musique et d'art dramatique du Québec bij Claude Champagne (compositie), Jean Papineau-Couture (akoestiek), Isabelle Delorme (harmonie, contrapunt en fuga), Arthur Letondal, Germaine Malépart en Edmond Trudel (piano). Verder studeerde hij bij Gérald Gagnier orkestdirectie.
Morel verwierf internationale bekendheid als componist na de première van zijn orkestwerk Antiphonie onder leiding van de dirigent Leopold Stokowski in 1953 in de Carnegie Hall in New York. In 1954 en 1955 werkte hij samen met Serge Garant en Gilles Tremblay, om eigentijdse Europese en Canadese muziek in concerten uit te voeren. Binnen dit soort concerten verzorgde hij zelf de Canadese première van pianowerken van de Franse componist Olivier Messiaen, maar ook eigen werk Île de feu II en Neumes rythmiques. In 1956 ontstond uit deze samenwerking de groep Musique de nôtre temps, waarin naast Morel en Garant ook de componisten Otto Joachim en Jeanne Landry werkten.
Van 1956 tot 1970 werkte Morel bij de Canadese omroepmaatschappij Canadian Broadcasting Corporation (CBC). Hij produceerde het programma Festivals en schreef naast werken voor de omroep ook composities voor meerdere televisieseries.
Hij werkte vanaf 1959 tot 1961 als "docent compositie" aan het Instituut Nazareth, een school voor blinde kinderen in Montréal, en was van 1972 tot 1978 directeur van de Académie de musique du Québec (AMQ). In 1979 en 1980 werkte hij als docent voor orkestratie en compositie aan de Universiteit van Montréal en sinds 1979 ook aan de Laval Universiteit in Québec.
Dat Morel tot de vooraanstaande Canadese componisten behoort is te zien aan dat bekende Canadese orkesten waaronder het Orchestre symphonique de Montréal onder leiding van bekende dirigenten zijn werken vertolkten. In 1960 dirigeerde Igor Markevitsj de première van de compositie Boréal en in 1964 Thomas Schippers zijn L'Étoile noire, een werk dat naar een gelijknamig schilderij van Paul-Émile Borduas is genoemd. In 1978 dirigeerde Rafael Frühbeck de Burgos het werk Jeux ter opening van de 78e bijeenkomst van het Internationaal Olympisch Comité (IOC) en in 1988 Charles Dutoit het werk Aux couleurs du ciel dat geïnspireerd is op het boek «Poussières d'étoiles» van de Canadese astrofysicus Hubert Reeves. Morel werd in 1994 onderscheiden als Chevalier (ridder) in de Ordre national du Québec en hij ontving de Prijs Denise-Pelletier in 1996.

## Composities

### Werken voor orkest
- 1946-1947 · Esquisse, voor orkest
- 1953 · Antiphonie, voor orkest
- 1959 · Boréal, voor orkest
- 1959 · Rituel de l'espace, voor orkest
- 1962 · L'Étoile noire (Tombeau de Paul-Émile Borduas), voor orkest
- 1968 · Radience, voor orkest
- 1969 · Départs, voor gitaar, harp, slagwerk en 14 strijkers
- 1971 · Iikkii (froidure), voor dwarsfluit (ook piccolo en altfluit), hobo, klarinet, fagot, hoorn, trompet, trombone, tuba gitaar, harp, piano (en celesta), twee slagwerkers, viool, altviool, cello en contrabas
- 1976 Jeux, voor orkest
- 1980 · Melisma, voor piano en orkest
- 1992 · Die Stelle der Zwillinge, voor orkest
- 1996 · Et le Crépuscule... se trouva libre, voor orkest
- 2000 · Les récifs du rêve, concert voor twee piano's (linke hand) en orkest
- 2001 · Rupture, voor orkest
- 2005 · Passage à l'aube, voor orkest

### Werken voor harmonieorkest
- 1948-1954 · Dyptique, voor klein harmonieorkest
- 1956 · Symphonies, voor harmonieorkest
- 1965-1966 · Requiem for winds, voor harmonieorkest
- 1967 · Neumes d'Espace et Reliefs, voor harmonieorkest
- 1967 · Prismes-Anamorphoses, voor harmonieorkest
- 1982 · Aux marges du silence, voor harmonieorkest
- 1985-1987 · Aux couleurs du ciel, voor harmonieorkest
- 1986 · Aerea, voor blazers
- 1987 · Les Voix de l'ombre, voor harmonieorkest
- 1989 · De subitement lointain, voor harmonieorkest
- 1992 · Lumières sculptées : Litanies de la reconciliation, voor twee hoorns, twee trompetten, twee trombones, tuba en drie slagwerkers
- 2002 · Calligraphies sonores, voor groot harmonieorkest
- Le Mythe de la Roche Percée, voor harmonieorkest

### Vocale muziek

#### Liederen
- 1949 · Quatre Chants japonais, voor zangstem en piano
- 1956 · Les Rivages perdus, cyclus voor zangstem en piano - tekst: Wilfrid Lemoine
  1. L'oiseau demain
  2. Dans l'aube
  3. Des murs

### Kamermuziek
- 1952 · Strijkkwartet nr. 1 (won de 2e prijs tijdens een compositiewedstrijd ter gelegenheid van het 100-jaar jubileum van de Laval Universiteit in Québec)
- 1954 · Cassation, voor blaasseptet 
  1. Epilogue
  2. Complainte
  3. Interlude
  4. Danse des satyrs
- 1962 · Kwintet, voor koperkwintet
- 1963 · Strijkkwartet nr. 2
- 1968 · Koperkwintet
- 1982 · Duolet I, voor fluiten
- 1982 · L'Oiseau-Demain, voor twaalf fluiten, twee klarinetten en slagwerk
- 1983 · Divergences, voor gitaar en viool
- 1984 · Talea (Couleur), voor dwarsfluit, hobo en klarinet
- 1986 · Fulgurance I, voor dwarsfluit, hoorn, cello, piano, harp en slagwerk
- 1988 · Duolet II, voor fluiten
- 1990 · Figures-Segments-Ellipses, voor twee klarinetten en strijkkwartet
- 1990  ·Fulgurance II, voor altfluit, oboe d'amore, klarinet, hoorn, viool, altviool, cello, piano, harp en slagwerk
- 1990 · Paysage dépaysé, voor twee violen, altviool en twee cello's
- 1991 · Distance intime, voor dwarsfluit en piano
- 1995 · Les éphémères, voor hoornkwartet en tuba
- 1999 · Strophes, sequences, mouvements, voor twaalf saxofoons

### Werken voor orgel
- 1954 · Prière
- 1964-1968 · Alleluia

### Werken voor piano
- 1949 · Ronde enfantine
- 1954 · Deux Études de sonorité
- 1969 · Ronde enfantine

### Werken voor gitaar
- 1975 · Me Duele España

### Werken voor slagwerk/percussie
- 1957/1970 · Rythmologue, voor slagwerkensemble
- 1965 · Étude en forme de toccate, voor 2 slagwerkers
- 1986 · Lyre de crystal, voor slagwerkensemble (zes slagwerkers)
- 1993 · Ekleipsis, voor marimba solo